# BVK Bratislava
Maillots
Bratislavský volejbalový klub est un club slovaque de volley-ball féminin fondé en 1992 et basé à Bratislava, évoluant pour la saison 2017-2018 en Extraliga Ženy.

## Historique
En 2014, VK Doprastav Bratislava change de nom et devient le Bratislavský volejbalový klub.

## Palmarès
- Championnat de Slovaquie[2]
  - Vainqueur : 2009, 2012, 2014[3]2018[4]
  - Finaliste : 2011, 2013, 2017, 2019.
- Coupe de Slovaquie[2]
  - Vainqueur : 2008, 2009, 2011, 2012, 2014[5]2018[6]
  - Finaliste : 2005, 2010, 2013, 2019.

## Effectifs

### Saison 2018-2019
| No                                       | Nom                                      | Date de naissance                        | Taille                         | Poids                          | Poste                          |
| ---------------------------------------- | ---------------------------------------- | ---------------------------------------- | ------------------------------ | ------------------------------ | ------------------------------ |
| 1                                        | Simona Háberová                          | 29 juin 1998                             | 186                            | 77                             | Réceptionneuse-attaquante      |
| 1                                        | Tamara Kmezić                            | 18 janvier 1991                          | 197                            | 83                             | Attaquante                     |
| 2                                        | Nikola Stümpelová                        | 21 mars 1994                             | 188                            | 68                             | Centrale                       |
| 3                                        | Romana Hudecová                          | 21 septembre 1993                        | 177                            | 61                             | Réceptionneuse-attaquante      |
| 4                                        | Lívia Kručovská                          | 23 septembre 1987                        | 178                            | 60                             | Centrale                       |
| 5                                        | Mária Turčíková                          | 10 octobre 1995                          | 185                            |                                | Centrale                       |
| 7                                        | Michaela Španková                        | 1er août 1999                            | 169                            | 59                             | Libero                         |
| 8                                        | Eva Yaneva                               | 31 juillet 1985                          | 186                            | 75                             | Réceptionneuse-attaquante      |
| 10                                       | Skarleta Jančová                         | 16 janvier 1997                          | 167                            | 61                             | Libero                         |
| 11                                       | Nataša Ševarika                          | 27 janvier 1988                          | 183                            | 75                             | Réceptionneuse-attaquante      |
| 12                                       | Dominika Ramajová                        | 3 octobre 1999                           | 183                            | 73                             | Passeuse                       |
| 13                                       | Lenka Ovečková                           | 16 novembre 1995                         | 176                            | 68                             | Passeuse                       |
| 14                                       | Katrin Trebichavská                      | 26 juillet 2000                          | 180                            | 63                             | Réceptionneuse-attaquante      |
| 15                                       | Sara Pavlović                            | 4 septembre 1995                         | 184                            |                                | Attaquante                     |
| 15                                       | Karyna Denysova                          | 28 décembre 1997                         | 184                            | 72                             | Réceptionneuse-attaquante      |
| 18                                       | Veronika Hrončeková                      | 2 janvier 1990                           | 190                            | 70                             | Centrale                       |
|                                          |                                          |                                          |                                |                                |                                |
| Encadrement technique                    | Encadrement technique                    |                                          | Légende                        | Légende                        | Légende                        |
| Entraîneur : Tomáš Varga                 | Entraîneur : Tomáš Varga                 | Entraîneur : Tomáš Varga                 | : Capitaine                    | : Capitaine                    | : Capitaine                    |
| Entraîneur(s) adjoint(s) : Pavel Bernáth | Entraîneur(s) adjoint(s) : Pavel Bernáth | Entraîneur(s) adjoint(s) : Pavel Bernáth | : Joueuse blessée actuellement | : Joueuse blessée actuellement | : Joueuse blessée actuellement |